# ビー・ホワット・ユー・シー
ビー・ホワット・ユー・シー（Be What You See）は、1982年にポール・マッカートニー（Paul McCartney）が発表した楽曲である。アルバム『タッグ・オブ・ウォー』に収録されている。ポール単独で録音された短いつなぎなので曲の時間は33秒と短い。内容は幻想的なサウンドと哲学的な歌詞が味わい深い作品である。

## 収録アルバム
- 『タッグ・オブ・ウォー』